# Bert Meijer

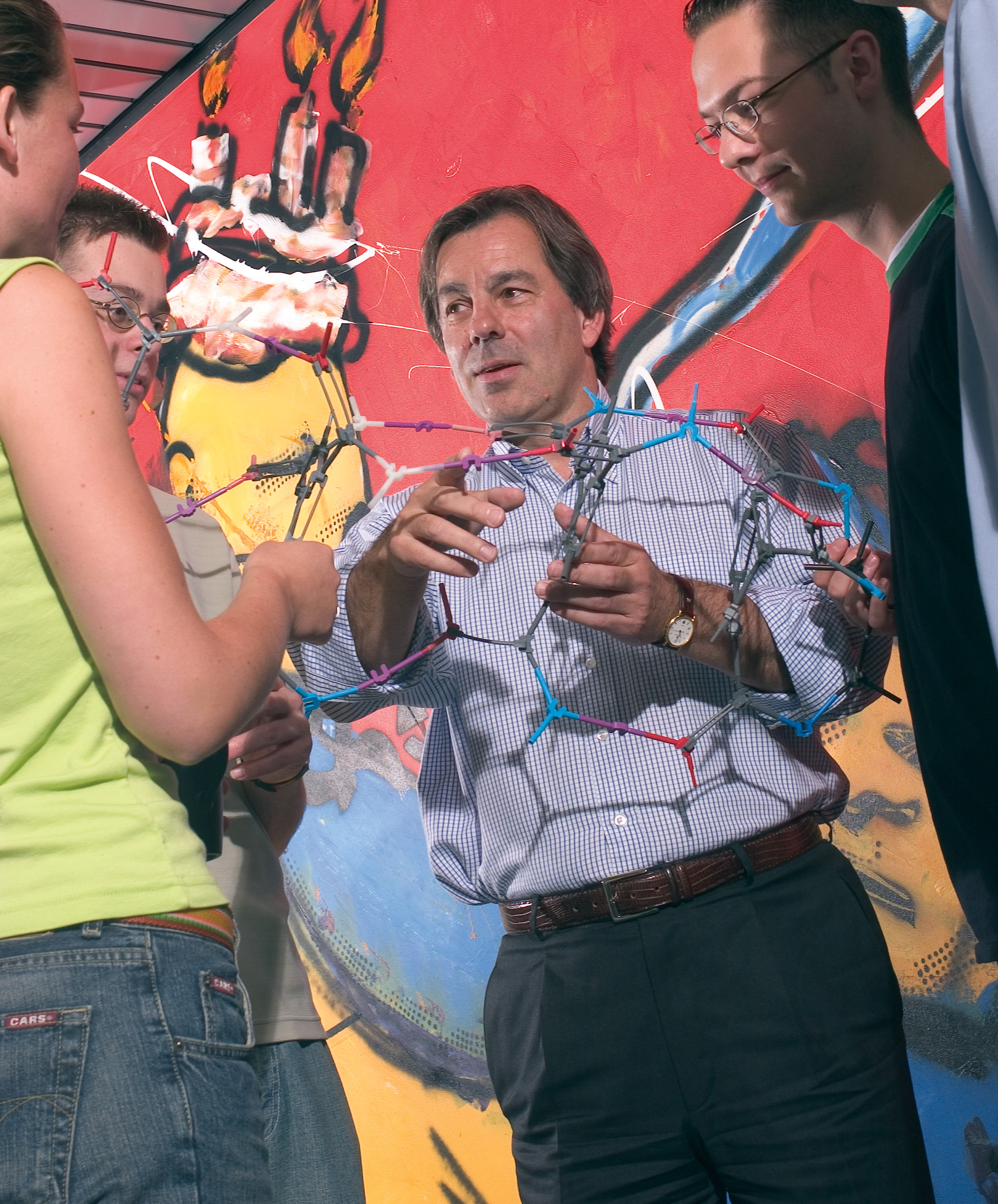
Bert Meijer (2001)

Egbert Willem „Bert“ Meijer, zitiert als E. W. Meijer, (* 22. April 1955 in Groningen) ist ein niederländischer Chemiker (Makromolekulare Chemie, Supramolekulare Chemie, Organische Chemie). Er ist Professor an der Technischen Universität Eindhoven (TU/e).
Meijer studierte Chemie an der TU Eindhoven mit dem Abschluss 1978 und der Promotion in Organischer Chemie bei Hans Wijnberg 1982 (über Chemolumineszenz von 1,2-Dioxetanen). Danach war er bis 1992 im Philips Natuurkundig Laboratorium in Eindhoven, wo er sich vor allem mit leitenden Polymeren befasste. Außerdem war er 1989 bis 1992 bei Koninklijke DSM als Leiter der Abteilung Neue Materialien. 1991 wurde er Professor für Organische Chemie an der TU Eindhoven. Seit 2002 ist er auch Professor in der neu gegründeten Fakultät Biomedical Engineering und seit 2004 Distinguished University Professor of Molecular Sciences. Seit 2008 ist er Direktor des Instituts für Komplexe Molekulare Systeme.
Er ist außerdem seit 1995 Adjunkt-Professor für Makromolekulare Chemie an der Radboud-Universität Nijmegen und seit 2006 Gastprofessor an der University of California, Santa Barbara. Er war auch Gastprofessor an der University of Florida in Gainesville, an der Zheijiang Universität in China, an der Universität Löwen und der University of Illinois at Urbana-Champaign.
Er befasst sich mit supramolekularen Polymeren und Dendrimeren und deren Synthese. Meijer ist Hauptautor (mit seinem Doktoranden Jan van Hest) einer der beiden Veröffentlichungen in Band 268 von Science von 1995, in denen die erste Entwicklung von Polymersomen angekündigt wurde.
Seit 2006 ist er im wissenschaftlichen Beratergremium von DSM. Er ist Mitgründer von SupraPolix (2003) und SyMO-Chem (2000). 1993 erhielt er die Goldmedaille der Königlich Niederländischen Chemischen Gesellschaft, 1995 den Arthur K. Doolittle Award der ACS, 2000 die Silbermedaille der Macrogroup der Royal Society of Chemistry, 2006 den ACS Award in Polymer Chemistry und 2001 den höchsten Wissenschaftspreis der Niederlande, den Spinoza-Preis. 2010 erhielt er einen Advanced Grant der ERC und die Wheland Medal und 2014 Prelog-Medaille und -Vorlesung der ETH Zürich. 2018 war er Preisträger der Chirality Medal. Meijer hielt 2019 einen Plenarvortrag auf dem  GDCh-Wissenschaftsforum Chemie (Functional Supramolecular Materials and Systems). Für 2022 wurde ihm der Hermann-Staudinger-Preis der DGCh zugesprochen.
Meijer ist Mitglied der Königlich Niederländischen Akademie der Wissenschaften (2003), der Niederländischen Gesellschaft der Wissenschaften (1997), der Deutschen Akademie der Technikwissenschaften (Acatech), der Academia Europaea (2012) sowie Fellow der American Association for the Advancement of Science (2015), Mitglied der American Academy of Arts and Sciences (2019), Mitglied der National Academy of Sciences (2022) und Mitglied der American Philosophical Society (2025). Seit 2018 ist er Auswärtiges Wissenschaftliches Mitglied der Max-Planck-Gesellschaft (Max-Planck-Institut für Polymerforschung).
Seit 2005 ist er Herausgeber von Polymer Science A.
Er ist verheiratet und hat zwei Kinder.

## Schriften
- A.W. Bosman, H.M. Janssen and E.W. Meijer, About Dendrimers: structure, physical properties, and applications, Chem. Rev. 99, 1999, S. 1665–1688, doi:10.1021/cr970069y.
- L. . Brunsveld, B.J.B. Folmer, E.W. Meijer, R.P. Sijbesma, Supramolecular polymers, Chem. Rev. 101, 2001, S. 4071–4097, doi:10.1021/cr990125q.
- J. F. G. A. Jansen, E. M. M. de Brabander-van den Berg, E. W. Meijer, Encapsulation of guest molecules into a dendritic box, Science, Band 266, 1994, S. 1226–1229, doi:10.1126/science.266.5188.1226, JSTOR:2885388.
- J. C. M. van Hest, D. A.P. Delnoye, M. W. P. L. Baars, M. H. P. van Genderen, E. W. Meijer, Polystyrene-dendrimer amphiphilic block copolymers with a generation-dependent aggregation, Science, Band 268, 1995, S. 1592–1595, doi:10.1126/science.268.5217.1592, JSTOR:2888624.
- R. P. Sijbesma, F. H. Beijer, L. Brunsveld, B. J. B. Folmer, J. H. K. K. Hirschberg, R. F. M. Lange, J. K. L. Lowe, E. W. Meijer, Reversible polymers from self-complementary monomers using quadruple hydrogen bonding, Science, Band 278, 1997, S. 1601–1604, doi:10.1126/science.278.5343.1601, JSTOR:2894863.
- J. H. K. K. Hirschberg, L. Brunsveld, A. Ramzi, J. A. J. M. Vekemans, R. P.Sijbesma, E. W. Meijer, Helical self-assembled polymers from cooperative stacking of hydrogen-bonded pairs, Nature, Band 407, 2000, S. 167–170, doi:10.1038/35025027.
- P. Jonkheijm, F. J. M. Hoeben, R. Kleppinger, J. v. Herrikhuijzen, A. P. H. J. Schenning, E. W. Meijer, The transfer of pi-conjugated columnar stacks from solution to surfaces, J. Am. Chem. Soc., Band 125, 2003, S. 15941–15949, doi:10.1021/ja0383118.